# لی یونگ هون
لی یونگ هون (کره‌ای: 이영훈؛ زادهٔ ۱۴ دسامبر ۱۹۸۲) بازیگر اهل کره جنوبی است. او در فیلم کوئیر بدون پشیمانی (۲۰۰۶) ایفای نقش کرده است و به خاطر آن برنده جایزه بهترین بازیگر تازه‌کار مرد در جوایز انجمن منتقدان فیلم کره‌ای شد.